# バルディッシュ クロムフォードの住人たち
『バルディッシュ クロムフォードの住人たち』は、1999年7月22日にプレイステーション用としてイマジニアから発売されたゲームソフト。ジャンルはダンジョンRPG（ローグライクゲーム）。

## 概要
『トルネコの大冒険 不思議のダンジョン』などと同タイプのダンジョンRPG。キャラクターデザインはSUEZENが担当。
冒険は主人公1人で行う。共に戦う仲間は存在しない。1度ダンジョンを脱出しても、主人公のレベルや能力は継続される。

## ストーリー
平和な時代。スリルを求める冒険者たちは、世界最古の遺産が眠るという「イギス島」の町「クロムフォード」に集まるようになった。ここには誰もその全貌を知らない「最も深き迷宮」というものがあるのだ。プレイヤーの分身である主人公もまた、この島を訪れた。その目的は…プレイするあなた次第。

## ダンジョン
初心者のダンジョン
主人公登録後、必ず最初にプレイすることになるダンジョン。全3フロアからなっており、他のダンジョンと違って最下層から始まり、地上を目指すという流れである。ボス敵は存在しない。クリア後は（その周では）2度と入れなくなる。
以下のダンジョンは、クリア後も何度でも入ることができる。入れる順番は決まっており、各ダンジョンの最下層にいるボスを倒すと、次のダンジョンの扉が開くという寸法である。
ビシャモン
全10フロアからなる。
スイテンモン
同じく全10フロア。
エンマモン
全20フロア。
タイシャクモン
同じく全20フロア。
最も深き迷宮
全50フロア。ここのボスを倒すと、エンディングを迎える。
隠しダンジョン
正式名称不明。1度クリアすることで、2周目からプレイ可能となる。全100フロア。

## 主人公
3つの種族（隠し種族も1つある）の中から選び、性別を決め、名前を付ける（6文字まで。デフォルト名は無い）。19歳のキリコから子供扱いされているので、未成年と思われる。種族の設定・特徴は、以下の通り。
ガーグル族
戦闘民族という設定であり、HPと攻撃力に優れている。斧系の武器を装備可能。ただしスキルポイントが低く、魔法を使うには向いていない。「無空刃」という専用スキルが存在する。
ブシドー族
ヤズモという国出身の部族という設定で、和風の服装をしている。刀系の武器を装備可能。魔法も接近戦もバランスよくこなす。「超乱れ斬り」「百重刺し」という専用スキルが存在する。
チップ族
精霊と共に暮らす一族であり、エルフの様な耳が特徴。ロッド系の武器を装備可能。ガーグル族とは逆に、魔法が得意だが接近戦は苦手。「精神弾」という専用スキルが存在する。
プリムヴェール
一度エンディングを見たあと、主人公を「転生」（種族変更）させることで選択できるようになる、隠し種族。性別は女性のみ。能力は精神力以外は低いが、ある秘密を持っているという。

## 主な登場人物

### 依頼人
主人公に何らかの依頼を持ちかけてくるキャラクターたちで、全て女性。各キャラの依頼を全て受けたかどうかで、迎えるエンディングは変化する。
キリコ・Q・ベイン
19歳。冒険者たちが寝泊りする寄宿舎「かぼちゃ荘」の管理人。元は別の国の生まれで、行方不明になった父を追ってこの島にやってきた。基本的に「面倒見の良いお姉さん」キャラだが、しつこいセールスマンに憎悪を燃やしている。
セリエ・B・ノリス
19歳。自転車で牛乳配達を行う、Yシャツ姿の少女。やはり異国の生まれらしい。病弱で、よく町中で倒れており、冒険者に薬の調達を依頼している。
ミズホ・アリエーフ
15歳。眼鏡をかけている。アルテイン学園に特待生として通う才女。友人がおらず、1人でなぜかスラム街に出入りしている。性格は控え目だが、芯は強い。
ミライ・D・ローゼス
17歳。関西弁を喋る黒髪の女性。容姿と家柄の良い者しか入団できないお嬢様グループ「モッチーズ」のリーダー格だが、実は実家が破産しており、仕送りはストップしている。友人を失いたくないばかりにそのことを隠して見栄を張るが、それで本当に友人と言えるのかと苦悩し始める。
アンナ・J・ローター
20歳。失踪したカイという婚約者を追い、シノラという異国からやってきた色黒の女性。町外れの教会に仮住まいしている。貴族出身であり、自分のために周囲が動くのは当然と考えている。これまでも多くの冒険者に依頼をしているが、相手がダンジョンで死んでも一切気に止めないという自分本位の人物。
トモ・C・ビアンカ
ビアンカ家という名門の令嬢。まだ子供であるため、1人で戦って生きている冒険者たちに憧れていた。常にテンションが高く、独特の口調で喋る。とある昔の漫画の内容が非常に気になっているらしい。

### 八闘神
闘技場で年に2回行われる格闘大会「メガバトル」の対戦相手達。全員、顔アップのグラフィックが用意されている。
ジャスティス・マッドウォーカー
八闘神の1番手で、ガーグル族の男性。「ウィンドエッジのジャスティス」という異名を持つ。対戦相手を殺害することに執着する。
ジャックス・マックスヘッド
2番手。ドラゴンを素手で殺したことがあり、「龍殺しのジャック」という異名を持つスキンヘッドの闘士。一見凶暴に思えるが、戦士としての誇りとフェアな精神を持っており、誘拐事件では主人公に協力する。
バラの女王・クイーン
3番手。20歳の女闘士で、髪はブロンドのポニーテール。やはりフェアな精神を持っており、戦いで敗北することは恥ではないと考えている。ジャックの熱い性格を苦手としている。
JK・D・リー
格闘家。自分を磨く精神を忘れない。
死神JB
ガスマスクの様な仮面を付けた男。その正体は国王直属の暗殺者であった。
ブラックマスク
熊の覆面を被った男。本来は6番手だが、JBが逮捕されたことで、5番手として主人公と対戦することになる。
荒野の用心棒・ガンマン
その名の通り2丁拳銃を武器とする、赤いコスチュームの男。台詞はない。
帝王タイガー
八闘神最強の男と呼ばれる、虎の覆面を被った戦士。能力は八闘神の中でも極端に高い。

### その他のキャラクター
ラッシュ・ランバード
18歳。ガーグル族とチップ族のハーフ（公式サイトではクォーターとなっている）である赤毛の少年。大陸では5本の指に入る冒険者だと自称している。子供っぽい性格だが気さくでもあり、共にかぼちゃ荘に入居した主人公にも親しく接する。キリコに一目惚れするが、冒険者管理組合で問題ばかり起こしているため、彼女の頭痛の種になっている。
ハルト・シュヴァイテュアー
25歳。冒険者管理組合・公安隊に所属する眼鏡の男性。アルデイン学園高等部の歴史研究教師も兼任。平民出身者だが、経歴は抹消されている。町中の女性の憧れの的である。
謎仮面（なぞかめん）
最近街を騒がせている、謎の人物。正義のヒーローを名乗り、痴漢など女性がらみの事件を主に解決しているらしい。